# Pachycytes
Pachycytes is een kevergeslacht uit de familie van de boktorren (Cerambycidae). De wetenschappelijke naam van het geslacht werd voor het eerst geldig gepubliceerd in 1903 door Fairmaire.

## Soorten
Pachycytes omvat de volgende soorten:
- Pachycytes coadunata (Fairmaire, 1889)
- Pachycytes sericeovittata (Waterhouse, 1880)